# Mattias Weinhandl
Mattias Weinhandl (* 1. Juni 1980 in Ljungby) ist ein ehemaliger schwedischer Eishockeyspieler, der im Laufe seiner Karriere für die New York Islanders und Minnesota Wild in der National Hockey League sowie den HK Dynamo Moskau und SKA Sankt Petersburg in der Kontinentalen Hockey Liga aktiv war.

## Karriere
Matthias Weinhandl begann seine Karriere als Eishockeyspieler bei IF Troja-Ljungby. Für die Mannschaft aus der drittklassigen Division 1 war er von 1997 bis 1999 aktiv. Anschließend wurde der Angreifer im NHL Entry Draft 1999 in der dritten Runde als insgesamt 78. Spieler von den New York Islanders ausgewählt. Zunächst blieb Weinhandl jedoch in seiner schwedischen Heimat und spielte drei Jahre lang für MODO Hockey in der Elitserien, der höchsten Eishockeyliga des Landes, mit denen er in den Jahren 2000 und 2002 jeweils Vizemeister wurde. Vor Saison 2002/03 wurde Weinhandl in den Kader von New Yorks Farmteam, den Bridgeport Sound Tigers aus der American Hockey League, aufgenommen. Nachdem er die Spielzeit in der AHL begonnen hatte, spielte er einen Großteil seines ersten Jahres in Nordamerika für die Islanders in der National Hockey League und kam zu 23 Scorerpunkten, darunter sechs Tore. Auch in der folgenden Spielzeit stand Weinhandl überwiegend für New York auf dem Eis.
Während des Lockout in der NHL-Saison 2004/05 wechselte Weinhandl als Free Agent für das Spieljahr zurück in seine schwedische Heimat zu seinem Ex-Klub MODO Hockey Örnsköldsvik aus der Elitserien und wurde bester Torschütze der Liga. Nach Wiederaufnahme des Spielbetriebs kehrte der Flügelspieler im Sommer 2006 zu den Islanders zurück. Wegen einer Überschreitung des Salary Cap strich man ihn gegen Ende der regulären Saison aus dem Kader. Anschließend wurde er von den Minnesota Wild verpflichtet, für die er bis Saisonende noch 15 Mal zum Einsatz kam. Im folgenden Jahr stand Weinhandl hauptsächlich für deren AHL-Farmteam, die Houston Aeros auf dem Eis, so dass er am 22. April 2007 die Freigabe für einen Zweijahresvertrag in Schweden bei Linköpings HC erhielt. In der Saison 2007/08 wurde Weinhandl mit 35 Toren zum zweiten Mal in seiner Karriere bester Torschütze der Elitserien, wofür er die Håkan Loob Trophy erhielt. Mit seinen Toren hatte er maßgeblichen Anteil am Erreichen der Vizemeisterschaft seines Teams.
Am 23. April 2008 verlängerte Weinhandl seinen Vertrag bei Linköpings vorzeitig um weitere drei Jahre bis 2012, wobei er für die Saison 2008/09 an den HK Dynamo Moskau aus der neu gegründeten Kontinentalen Hockey Liga ausgeliehen wurde, mit denen er 2008 den Spengler Cup gewann. 2010 wechselte er dann zum Ligarivalen SKA Sankt Petersburg und zählte dort zu den Topscorern der Liga. Nach der Saison 2011/12 endete der Leihvertrag mit dem SKA und Weinhandl kehrte zum Linköpings HC zurück.
Bei diesem erlitt er im November 2012 eine schwere Gehirnerschütterung und kam daher erst am Saisonende wieder zum Einsatz. In der folgenden Spielzeit setzte er aufgrund der Nachwirkungen komplett vom Spielbetrieb aus und beendete seine Karriere im April 2014 endgültig.

### International
Für Schweden nahm Weinhandl an der U18-Junioren-Europameisterschaft 1998, der U20-Junioren-Weltmeisterschaft 1999, sowie den A-Weltmeisterschaften 2002, 2005, 2008, 2009 und 2010 und den Olympischen Winterspielen 2010 teil. Der größte Erfolg bei einer Endrunde an einer Weltmeisterschaft war für Weinhandl der Gewinn der Bronzemedaille 2002, 2009 und 2010. Im Jahr 2008 war er fünftbester Scorer des gesamten Turniers und auch der Schwede mit den meisten Punkten im Turnierverlauf.

### Augenverletzung
Am 13. November 1999 wurde Weinhandl während eines Spiels zwischen den Nationalteams Schwedens und Tschechiens beim U20-Vier-Nationen-Turnier schwer verletzt, als der Tscheche Michal Trávníček ihm nach einem Zweikampf im Fallen mit seinem Hockeyschläger unter das Halbvisier schlug, wobei sich Weinhandl Verletzungen an der Stirn und an einem Auge zuzog. Bei diesem Vorfall wurde seine Sehkraft auf einem Auge auf nur noch 10 Prozent reduziert. Im Anschluss wurde Trávníček wegen dieses vorsätzlichen Angriffs von der Internationalen Eishockey-Föderation IIHF mit einer dreijährigen Sperre belegt.

## Erfolge und Auszeichnungen
| - 2002 Teilnahme am Elitserien All-Star-Game - 2002 Rinkens riddare - 2002 Schwedisches All-Star-Team - 2003 Teilnahme am NHL YoungStars Game - 2005 Bester Torschütze der Elitserien - 2008 Håkan Loob Trophy - 2008 Schwedisches All-Star-Team | - 2008 Spengler-Cup-Gewinn mit dem HK Dynamo Moskau - 2009 KHL-Stürmer des Monats März - 2009 KHL-Stürmer des Monats Oktober - 2010 Teilnahme am KHL All-Star Game - 2010 Spengler-Cup-Gewinn mit dem SKA Sankt Petersburg - 2011 Teilnahme am KHL All-Star Game |

### International
- 1998 Goldmedaille bei der U18-Junioren-Europameisterschaft
- 2002 Bronzemedaille bei der Weltmeisterschaft
- 2009 Bronzemedaille bei der Weltmeisterschaft
- 2010 Bronzemedaille bei der Weltmeisterschaft

## Karrierestatistik
(Legende zur Spielerstatistik: Sp oder GP = absolvierte Spiele; T oder G = erzielte Tore; V oder A = erzielte Assists; Pkt oder Pts = erzielte Scorerpunkte; SM oder PIM = erhaltene Strafminuten; +/− = Plus/Minus-Bilanz; PP = erzielte Überzahltore; SH = erzielte Unterzahltore; GW = erzielte Siegtore; 1 Play-downs/Relegation; Kursiv: Statistik nicht vollständig)